# Transformada de Joukowsky

Exemple d'una transformada de Joukowsky. El cercle de dalt es transforma en el perfil alar de Joukowsky que hi ha a sota.

En matemàtiques aplicades, la transformada de Joukowsky (de vegades transliterada com a Joukovsky, Joukowski o Zhukovsky) és un mapa conformal utilitzat històricament per entendre alguns principis del disseny de perfils aerodinàmics. Porta el nom de Nikolai Zhukovsky, que el va publicar el 1910.
La transformació és
{\displaystyle z=\zeta +{\frac {1}{\zeta }},}
on {\displaystyle z=x+iy} és una variable complexa en el nou espai i {\displaystyle \zeta =\chi +i\eta } és una variable complexa a l'espai original.
En aerodinàmica, la transformada s'utilitza per resoldre el flux potencial bidimensional al voltant d'una classe de perfils aerodinàmics coneguts com a perfils aerodinàmics de Joukowsky. Es genera un perfil alar de Joukowsky en el pla complex ({\displaystyle z} -pla) aplicant la transformada de Joukowsky a un cercle en el {\displaystyle \zeta } -avió. Les coordenades del centre del cercle són variables, i variar-les modifica la forma del perfil alar resultant. El cercle envolta el punt {\displaystyle \zeta =-1} (on la derivada és zero) i interseca el punt {\displaystyle \zeta =1.} Això es pot aconseguir per a qualsevol posició central admissible {\displaystyle \mu _{x}+i\mu _{y}} variant el radi del cercle.
Els perfils alars de Joukowsky tenen una cúspide al seu vora de fuga. Una aplicació conformal estretament relacionada, la transformada de Kármán-Trefftz, genera la classe més àmplia de perfils alars de Kármán-Trefftz controlant l'angle del vora de sortida. Quan s'especifica un angle de vora posterior de zero, la transformada de Kármán-Trefftz es redueix a la transformada de Joukowsky.

## Transformada general de Joukowsky
La transformada de Joukowsky de qualsevol nombre complex {\displaystyle \zeta } a {\displaystyle z} és el següent:
{\displaystyle {\begin{aligned}z&=x+iy=\zeta +{\frac {1}{\zeta }}\\&=\chi +i\eta +{\frac {1}{\chi +i\eta }}\\[2pt]&=\chi +i\eta +{\frac {\chi -i\eta }{\chi ^{2}+\eta ^{2}}}\\[2pt]&=\chi \left(1+{\frac {1}{\chi ^{2}+\eta ^{2}}}\right)+i\eta \left(1-{\frac {1}{\chi ^{2}+\eta ^{2}}}\right).\end{aligned}}}
Així doncs, el veritable ( {\displaystyle x} ) i imaginari ( {\displaystyle y} ) components són:
{\displaystyle {\begin{aligned}x&=\chi \left(1+{\frac {1}{\chi ^{2}+\eta ^{2}}}\right),\\[2pt]y&=\eta \left(1-{\frac {1}{\chi ^{2}+\eta ^{2}}}\right).\end{aligned}}}

### Mostra de perfil alar de Joukowsky
La transformació de tots els nombres complexos sobre el cercle unitari és un cas especial.
{\displaystyle |\zeta |={\sqrt {\chi ^{2}+\eta ^{2}}}=1,}que dóna
{\displaystyle \chi ^{2}+\eta ^{2}=1.}Així doncs, el component real esdevé
{\textstyle x=\chi (1+1)=2\chi } i el component imaginari esdevé {\textstyle y=\eta (1-1)=0}.
Així, el cercle unitari complex es correspon amb una placa plana a la recta de nombres reals de −2 a +2.
Les transformacions d'altres cercles creen una àmplia gamma de formes de perfil alar.

## Transformada de Kármán-Trefftz

Exemple de transformada de Kármán–Trefftz. El cercle de dalt a la -plane es transforma en el perfil aerodinàmic de Kármán-Trefftz que hi ha a sota, a la -plane. Els paràmetres utilitzats són: i Tingueu en compte que el perfil aerodinàmic de la El pla s'ha normalitzat utilitzant la longitud de la corda.

La transformada de Kármán-Trefftz és un mapa conforme estretament relacionat amb la transformada de Joukowsky. Mentre que un perfil alar de Joukowsky té una vora de sortida cuspidada, un perfil alar de Kármán-Trefftz —que és el resultat de la transformació d'un cercle en el {\displaystyle \zeta } pla al físic {\displaystyle z} -pla, anàleg a la definició del perfil aerodinàmic de Joukowsky: té un angle diferent de zero a la vora de sortida, entre la superfície superior i inferior del perfil aerodinàmic. Per tant, la transformada de Kármán-Trefftz requereix un paràmetre addicional: l'angle del vora de sortida {\displaystyle \alpha .} Aquesta transformació és

| {\displaystyle z=nb{\frac {(\zeta +b)^{n}+(\zeta -b)^{n}}{(\zeta +b)^{n}-(\zeta -b)^{n}}},} | \| \| \| \| \| \| \| \| | (A) |
|                                                                                             |                         |     |
|                                                                                             |                         |     |
on {\displaystyle b} és una constant real que determina les posicions on {\displaystyle dz/d\zeta =0}, i {\displaystyle n} és lleugerament més petit que 2. L'angle {\displaystyle \alpha } entre les tangents de les superfícies aerodinàmiques superior i inferior a la vora de fuga està relacionada amb {\displaystyle n} com a
{\displaystyle \alpha =2\pi -n\pi ,\quad n=2-{\frac {\alpha }{\pi }}.}
La derivada {\displaystyle dz/d\zeta }, necessari per calcular el camp de velocitats, és
{\displaystyle {\frac {dz}{d\zeta }}={\frac {4n^{2}}{\zeta ^{2}-1}}{\frac {\left(1+{\frac {1}{\zeta }}\right)^{n}\left(1-{\frac {1}{\zeta }}\right)^{n}}{\left[\left(1+{\frac {1}{\zeta }}\right)^{n}-\left(1-{\frac {1}{\zeta }}\right)^{n}\right]^{2}}}.}

## Perfils alars simètrics de Joukowsky
El 1943, Hsue-shen Tsien va publicar una transformada d'un cercle de radi {\displaystyle a} en un perfil alar simètric que depèn del paràmetre {\displaystyle \epsilon } i l'angle d'inclinació {\displaystyle \alpha }:
{\displaystyle z=e^{i\alpha }\left(\zeta -\epsilon +{\frac {1}{\zeta -\epsilon }}+{\frac {2\epsilon ^{2}}{a+\epsilon }}\right).}
El paràmetre {\displaystyle \epsilon } dóna una placa plana quan és zero i un cercle quan és infinit; per tant, correspon al gruix del perfil aerodinàmic. A més, el radi del cilindre {\displaystyle a=1+\epsilon }.